# Gmina związkowa Rockenhausen
Gmina związkowa Rockenhausen (niem. Verbandsgemeinde Rockenhausen) − dawna gmina związkowa w Niemczech, w kraju związkowym Nadrenia-Palatynat, w powiecie Donnersberg. Siedziba gminy związkowej znajdowała się w mieście Rockenhausen. 1 stycznia 2020 gmina związkowa została połączona z gminą związkową Alsenz-Obermoschel tworząc nową gminę związkową Nordpfälzer Land. 

## Podział administracyjny
Gmina związkowa zrzeszała 20 gmin, w tym jedną gminę miejską (Stadt) oraz 19 gmin wiejskich:
1. Bayerfeld-Steckweiler
2. Bisterschied
3. Dielkirchen
4. Dörrmoschel
5. Gehrweiler
6. Gerbach
7. Gundersweiler
8. Imsweiler
9. Katzenbach
10. Ransweiler
11. Rathskirchen
12. Reichsthal
13. Rockenhausen, miasto
14. Ruppertsecken
15. Sankt Alban
16. Schönborn
17. Seelen
18. Stahlberg
19. Teschenmoschel
20. Würzweiler